# Adipinsäurediethylester
Adipinsäurediethylester ist eine chemische Verbindung aus der Gruppe der Carbonsäureester.

## Gewinnung und Darstellung
Adipinsäurediethylester kann durch Reaktion von Adipinsäure mit Ethanol in Gegenwart von Schwefelsäure oder p-Toluolsulfonsäure gewonnen werden.

## Eigenschaften
Adipinsäurediethylester ist eine brennbare, schwer entzündbare, farb- und geruchlose Flüssigkeit, die praktisch unlöslich in Wasser ist.

## Verwendung
Adipinsäurediethylester wird als Weichmacher und Zwischenprodukt für die Synthese anderer chemischer Verbindungen (beispielsweise Putrescin) verwendet.